# Stazione di Tinnura
La stazione di Tinnura, già stazione di Suni e stazione di Tinnura Suni, è una stazione ferroviaria presente nel territorio comunale di Tinnura, posta lungo la linea Macomer-Bosa, utilizzata esclusivamente per i servizi turistici legati al Trenino Verde.

## Storia
L'impianto nacque nell'ultima parte dell'Ottocento in coincidenza con la fase di realizzazione della ferrovia a scartamento ridotto tra Bosa e Macomer portata avanti dalla Strade Ferrate Secondarie della Sardegna: l'inaugurazione di linea e stazione è datata 26 dicembre 1888, e le SFSS furono anche il primo gestore dello scalo di Tinnura.

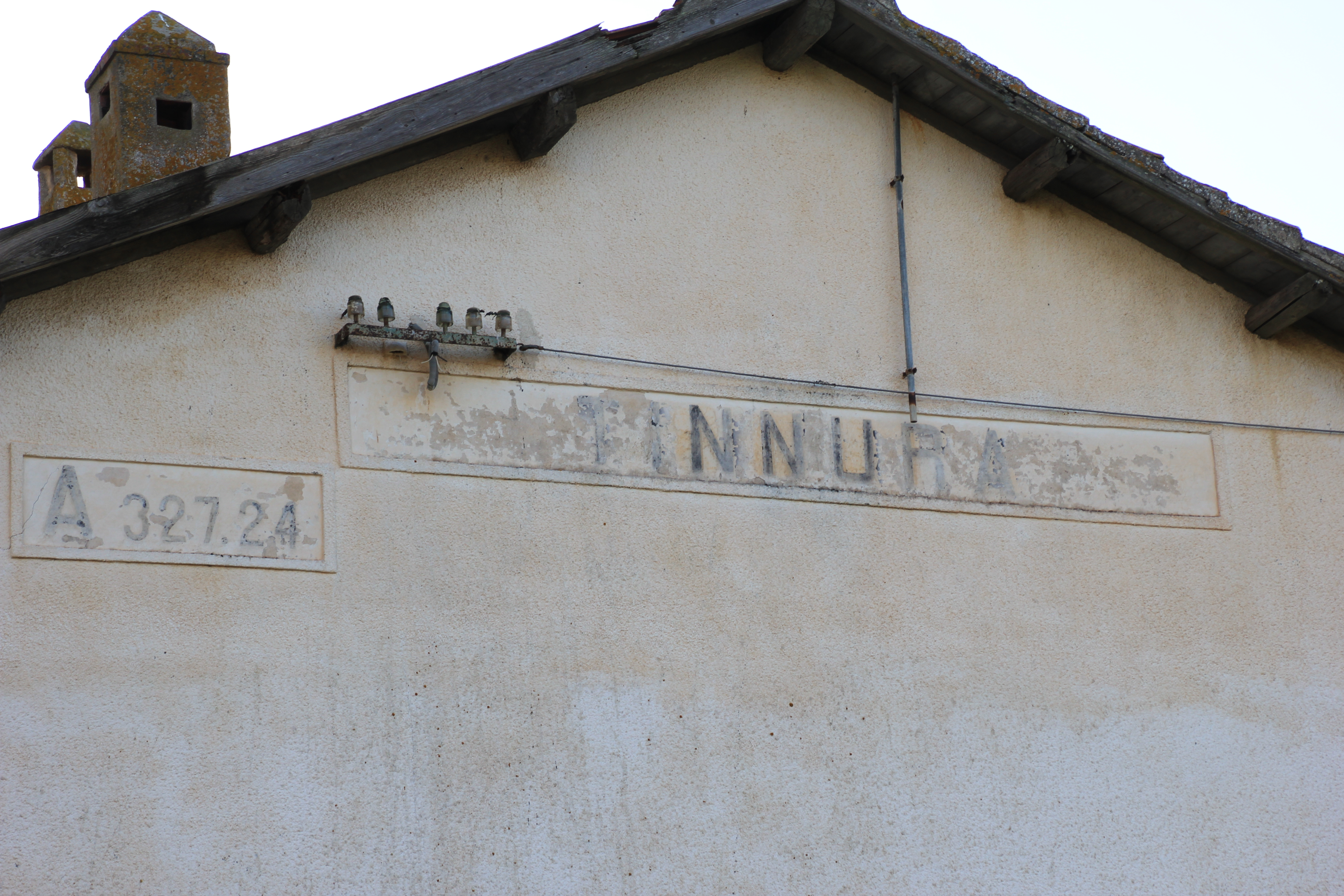
Il nome Tinnura nel Novecento fu prima sostituito e poi affiancato da quello di Suni, prima di tornare alla denominazione originaria

Successivamente l'impianto passò alla gestione delle Ferrovie Complementari della Sardegna nel 1921; nello stesso decennio si registrò la mutazione della denominazione dell'impianto, che assunse il nome del vicino comune di Suni nel maggio 1928 in conseguenza dell'annessione di Tinnura al territorio comunale sunese. Tale situazione si mantenne sino all'immediato dopoguerra, in cui la stazione riprese l'originale denominazione, tuttavia nei decenni successivi lo scalo assunse la denominazione "mista" di Tinnura Suni che fu mantenuta sino agli anni ottanta, periodo del definitivo ritorno al nome della sola Tinnura.
Alle FCS subentrò nel 1989 la gestione governativa delle Ferrovie della Sardegna, ma nel decennio successivo nella stazione cessò la regolare attività: a partire dal 16 giugno 1997 infatti cessavano tutti i servizi di trasporto ordinario sull'intera Macomer-Bosa, che veniva destinata all'esclusivo impiego turistico. Da allora l'impianto, passato nel 2010 all'ARST, viene utilizzato per le corse del Trenino Verde, effettuate principalmente in periodo estivo.

## Strutture e impianti

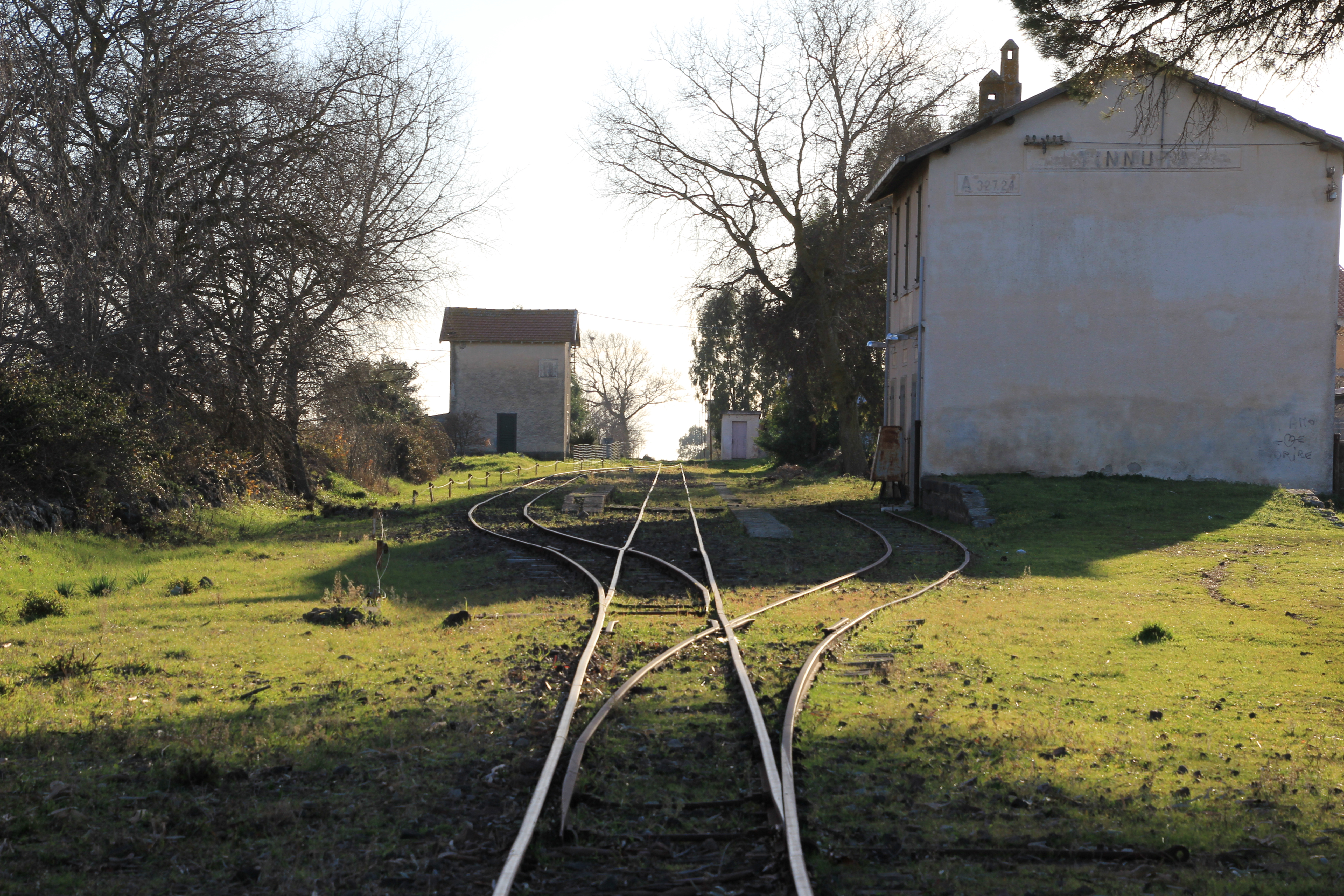
I binari della stazione: a sinistra quello di incrocio, al centro quello di corsa e a destra il tronchino dell'ex scalo merci, terminante a fianco di un piano di carico

Situato alla periferia orientale dell'abitato di Tinnura, lo scalo omonimo presenta una configurazione di stazione passante, dotato complessivamente di tre binari a scartamento da 950 mm. Il primo di essi è il binario di corsa, che assieme al secondo (passante) è utilizzabile per il ricevimento dei treni viaggiatori: ciascuno di essi è servito da una propria banchina ferroviaria, di cui una posta nell'interbinario. Dal binario uno ha inoltre origine un tronchino terminante nell'area del dismesso scalo merci dell'impianto, composto anche da un piano caricatore.
La stazione è dotata di un fabbricato viaggiatori (in disuso) a pianta rettangolare con sviluppo su due piani, avente tetto a falde in laterizi e tre accessi sul lato binari.

## Movimento
L'impianto dal giugno 1997 è utilizzato esclusivamente per le relazioni turistiche del Trenino Verde, effettuate a partire dal 2010 a cura dell'ARST. Oltre allo svolgimento delle corse effettuate su richiesta dei turisti la stazione è attiva nel periodo compreso tra la primavera e l'autunno in cui vengono espletate relazioni "a calendario".

## Servizi

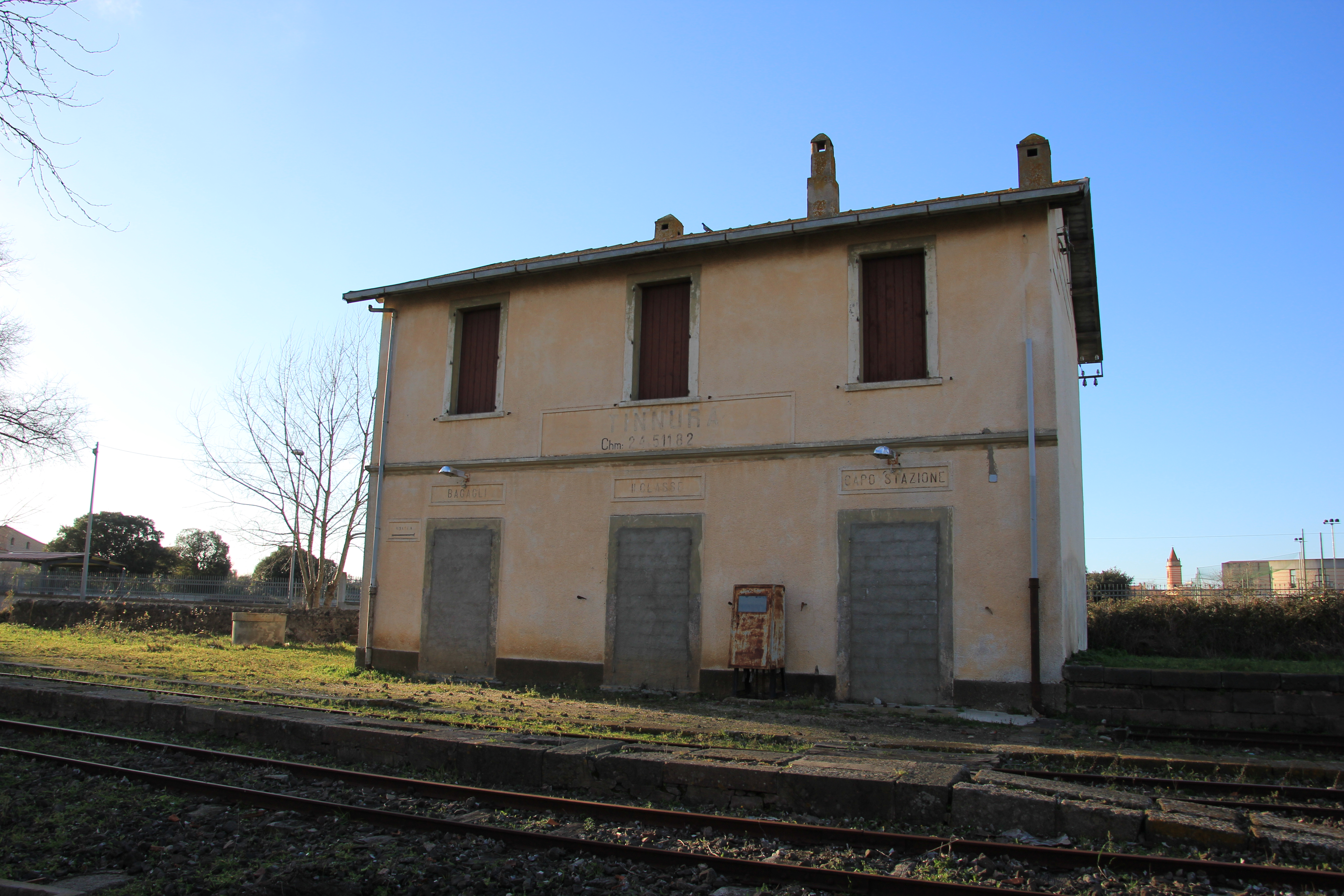
Il fabbricato viaggiatori, dagli accessi murati, ospitava alcuni servizi all'utenza

La stazione dispone di una sala d'attesa e di servizi igienici, che tuttavia non sono più a disposizione del pubblico.

## Interscambi
All'altezza del bivio che conduce alla strada di accesso alla stazione è posta una fermata per le autolinee interurbane dell'ARST, che collegano l'area con i centri circostanti.
- Fermata autobus